# Oldenlandia salzmannii
Oldenlandia salzmannii es una especie de planta fanerógama originaria de Brasil.

## Taxonomía
Oldenlandia salzmannii fue descrita por (DC.) Benth. & Hook.f. ex B.D.Jacks.  y publicado en Index Kewensis 1(1): 142. 1893.
Sinonimia
- Anotis salzmannii DC.
- Hedyotis chiloensis Phil.
- Hedyotis inconspicua F.Phil. ex Phil.
- Hedyotis muscosa A.St.-Hil.
- Hedyotis perpusilla Hook. & Arn.
- Hedyotis pilosa Poepp.
- Hedyotis salzmannii (DC.) Steud.
- Hedyotis thesiifolia A.St.-Hil.
- Oldenlandia inconspicua (F.Phil. ex Phil.) Reiche
- Oldenlandia thesiifolia (A.St.-Hil.) K.Schum.
- Oldenlandia uniflora Ruiz & Pav.
- Oldenlandia uniflora var. pilosa (Poepp.) Reiche
- Spermacoce oldenlandiae DC.[2]